# Jean Elias
Pour les articles homonymes, voir Elias.
Jean Elias Peixoto dit Jean Elias est un footballeur brésilien né le 5 décembre 1969.